# MiniSD

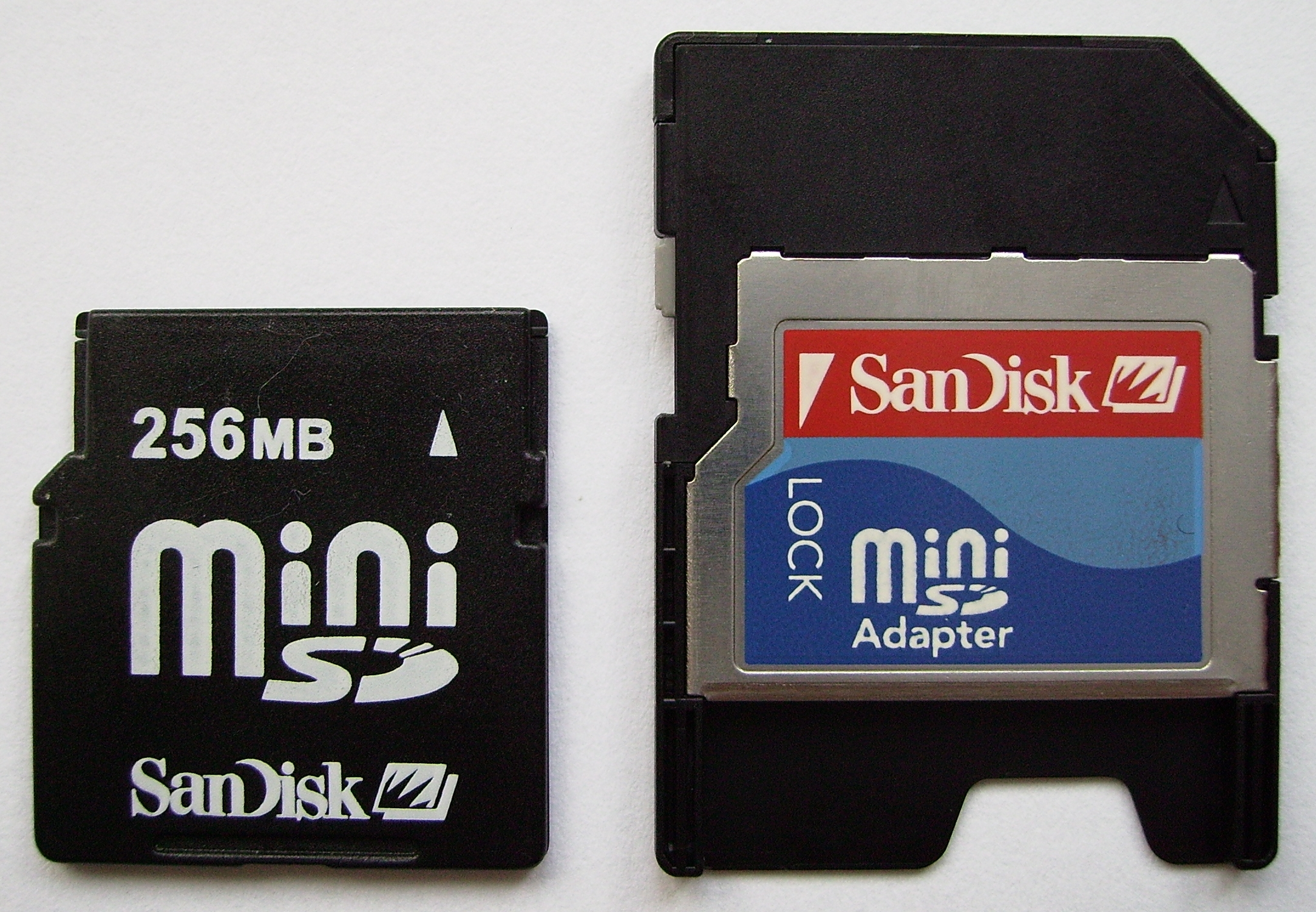
Karta miniSD a adaptér

MiniSD karta je výměnné a přenosné paměťové zařízení pro použití s mobilním telefonem, digitálním fotoaparátem, MP3 přehrávačem nebo s jiným druhem přenosných přístrojů.
Poprvé ji uvedla společnost SanDisk na výstavě CeBIT 2003, čímž se stala další malou paměťovou kartou, podobně jako Memory Stick Duo a xD-Picture Card.
Karta miniSD byla uvedena jako menší rozšíření standardní SD karty. Nové karty byly navrženy hlavně na použití v mobilním telefonu, obyčejně obsahují v dodávce i miniSD adaptér, který zabezpečuje kompatibilitu se standardním slotem typu SD.
Kartu vyrábějí různé společnosti pod různými značkami, přičemž jsou navzájem kompatibilní.
Tyto karty se často nesprávně zaměňují za microSD, což je jiná, ještě menší obměna. Karty microSD je možné použít v zařízeních miniSD pomocí adaptéru, ne však naopak.